# Максакродо
Макса́кродо́ (рос. Максакродо, марій. Максакродо) — присілок у складі Новотор'яльського району Марій Ел, Росія. Входить до складу Старотор'яльського сільського поселення.

## Населення
Населення — 22 особи (2010; 32 у 2002).
Національний склад (станом на 2002 рік):
- лучні марійці — 97 %